# Empfangsgebäude Flehingen

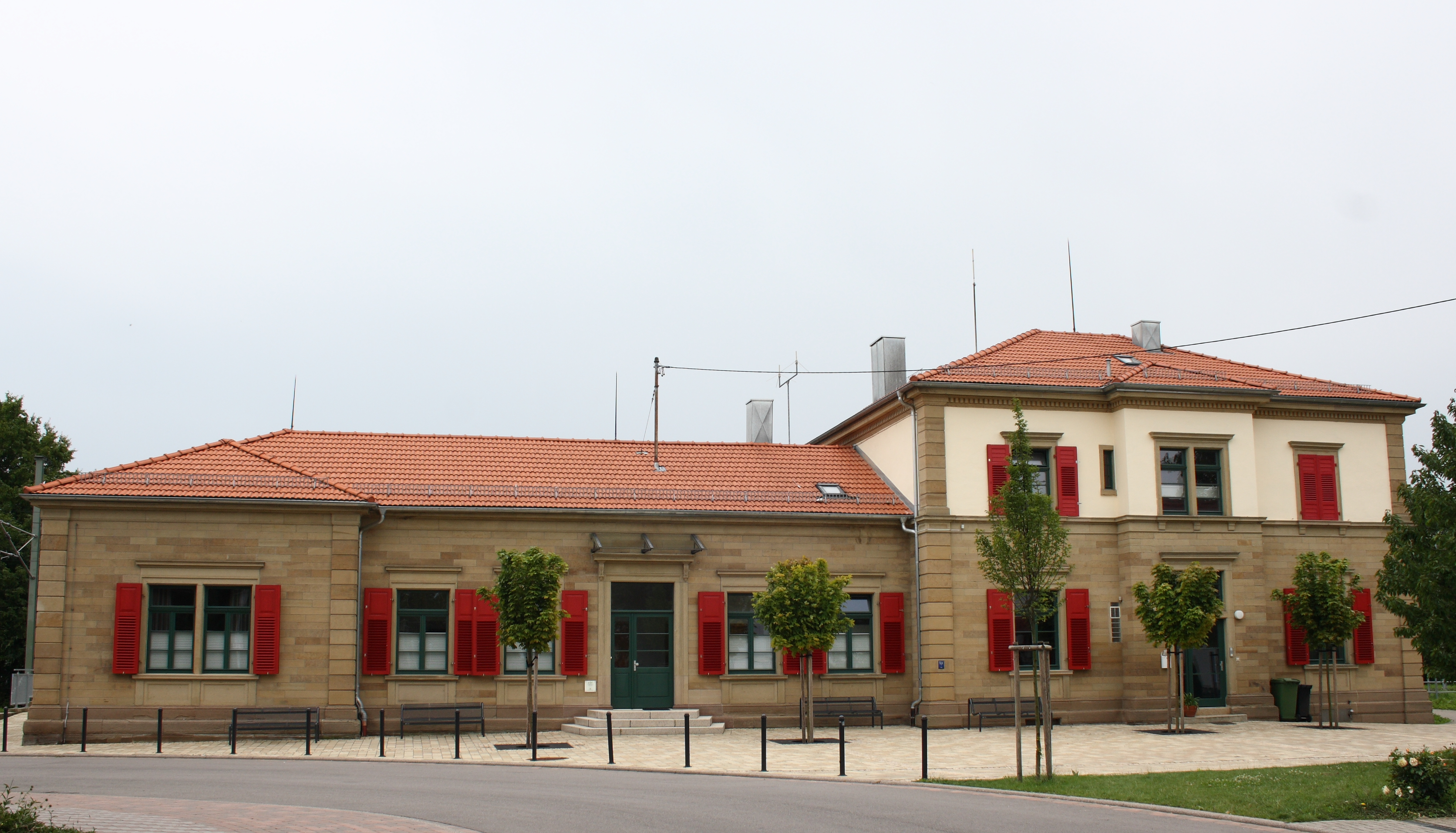
Bahnhofsgebäude in Flehingen, Ansicht vom Vorplatz

Das Empfangsgebäude Flehingen wurde um 1871 errichtet. Das Empfangsgebäude mit der Adresse Bahnhofstraße 26 liegt in Flehingen, einem Stadtteil von Oberderdingen im Landkreis Karlsruhe in Baden-Württemberg.

## Gebäude
Es wurde für den Bahnhof Flehingen an der Kraichgaubahn aus heimischem Sandstein errichtet. Im westlichen, zweigeschossigen Teil befand sich eine große Wohnung für den Bahnhofsvorsteher. Das Bauwerk ist ein geschütztes Kulturdenkmal nach dem Gesetz zum Schutz der Kulturdenkmale des Landes Baden-Württemberg.